# Santa Inés (Andes)
Santa Inés es un centro poblado del municipio de Andes, departamento de Antioquia, Colombia. El centro poblado ese encuentra a 28.2 kilómetros del centro de la cabecera municipal de Andes. Limita por el norte con el centro poblado Santa Rita, por el oriente con el municipio de Jardin, por el sur con el municipio de Mistrató, del departamento de Risaralda y por el occidente con el centro poblado Santa Rita y el municipio de Bagadó del departamento de Chocó. .

## División
Además, del centro poblado Santa Inés. Tiene bajo su área de influencia 15 veredas:
| Veredas de Santa Inés |              |
| El Crucero            | El Cedrón    |
| La Borraja            | Santa Isabel |
| La Cristalina         | La Mesenia   |
| Las Flores            | El Narciso   |
| Peñas Azules          | San Antonio  |
| San Julián            | La Avanzada  |
| Santa Elena           | Brazo Seco   |
| La Meseta             |              |